# Кулаков, Юрий Иванович
Юрий Иванович Кулаков (25 февраля 1936, Кизыл-Арват) — советский и узбекистанский деятель культуры и спорта Республики Каракалпакстан, судья всесоюзной категории по волейболу, тренер и преподаватель Республики Каракалпакстан и Республики Узбекистан.

## Биография
Родился 25 февраля 1936 года в городе Кизыл-Арват (ныне — Гызыларбат), в Туркменистане.
В 1954 году окончил железнодорожную школу № 5 города Кизыл-Арват. После окончания школы поступил в Ташкентский государственный педагогический университет имени Низами, на факультет физического воспитания. По завершении обучения в институте, в 1959 был направлен на работу в Каракалпакский государственный педагогический институт, где и работает по сей день.

## Трудовая деятельность
- 1959—1966 преподаватель, старший преподаватель кафедры теории и методики физического воспитания
- 1966—1978 декан факультета физического воспитания
- с 1979 секретарь парткома университета
- 1979—1981 председатель комитета по физической культуре при совете министров Республики Каракалпакстан
- 1981—1983 заведующий кафедрой спорта КГУ
- 1983—1987 председатель объединённого профкома КГУ
- 1987—1988 декан факультета физического воспитания
- 1988—1991 секретарь парткома университета
- 1991—1992 первый проректор по воспитательной работе КГУ
- 1993—2007 заведующий кафедрой физического воспитания и кафедрой теории и методики физического воспитания
- 1997 — по сей день — председатель спортивного клуба университета

## Звания
- Указом верховного совету Республики Узбекистана присвоено звание «Заслуженный работник культуры Республики Каракалпакстан» (В числе первых награждёных Кулаков Ю. И., Лян Д. Г. и Мадаминов А.)
- 1976 присвоено звание «Заслуженный работник физической культуры и спорта Республики Узбекистан» (В числе первых награжденных от Каракалпакии Кулаков Ю. И., Чалова Э. Ф.)
- 1974 — первому и по сей день единственному в Республике Каракалпакстан присвоено звание судьи Всесоюзной категории по волейболу.
- 1994 Получил звание доцента

## Публикации
Написал и опубликовал три книги о спорте и спортсменах.
1. 2010 «Лучшие» о выдавшихся спортсменах и тренерах Р. К. (ISBN 978-9943-346-79-6)
2. 2012 «Волейбол в Каракалпакстане» (на каракалпакском и русском языках)
3. 2014 «Волейбол в Узбекистане» книга первая 1925—1991 (в соавторстве с Шведуксом В. Ф. на узбекском и русском языках)

## Судейская деятельность
Кулаков Ю. И. в качестве судьи Всесоюзной категории судил соревнования по волейболу
- Всемирная Универсиада город Москва 1973 год
- Спартакиады школьников Союза

1. 1974 Город Алматы
2. 1976 Город Львов
3. 1978 Город Ташкент
4. 1982 Город Ташкент

- Всесоюзные молодёжные игры среди женских команд по волейболу

1. 1978 Город Даугавпилс, Латвия
2. 1982 Город Даугавпилс, Латвия

- Игра за звание Чемпиона СССР между командами России и Украины (счёт 3:0). Судил в качестве первого судьи.

1. 1982 Город Даугавпилс, Латвия

- Спартакиады народов СССР — мужские команды

1. 1975 город Москва
2. 1979 город Москва

Во всех выше перечисленных соревнованиях (кроме города Ташкента) Кулаков Ю. И. был единственным судьёй из Узбекистана
- 1962—1982 судил соревнования первенства Союза среди мужских и женских команд первой и высшей лиги

## Спортивная карьера
Выступал за сборную Каракалпакстана в чемпионатах Узбекской ССР.
- По волейболу с 1959 по 1972 год
- По баскетболу с 1959 по 1967 год
- По футболу с 1960 по 1970 год